# Lò Văn Tiến
Lò Văn Tiến (sinh năm 1969) là một chính khách Việt Nam. Ông hiện là Ủy viên Ban Ban Chấp hành Đảng bộ tỉnh Điện Biên, Phó Chủ tịch Ủy ban nhân dân tỉnh Điện Biên, nguyên Bí thư Huyện ủy Tủa Chùa khóa XVI, Đại biểu Hội đồng nhân dân tỉnh khóa XII (nhiệm kỳ 2004–2011), khóa XIII (nhiệm kỳ 2011–2016).

## Lý lịch và học vấn
Lò Văn Tiến sinh ngày 19 tháng 2 năm 1969, quê quán Thanh Xương, huyện Điện Biên, tỉnh Điện Biên.
Ngày vào Đảng Cộng sản Việt Nam: 19/05/2001. Ngày chính thức: 19/05/2002
Trình độ hiện nay:
- Giáo dục phổ thông: 12/12;
- Ngoại ngữ: B2 Tiếng Anh
- Chuyên môn, nghiệp vụ: Thạc sỹ kinh tế nông nghiệp
- Lý luận chính trị: Cao cấp
- Quản lý nhà nước: Chuyên viên chính[1]

## Sự nghiệp
Từ năm 1993 – 1997: Cán bộ Ban Kinh tế - Xã hội (Ban phong trào) Hội Nông dân tỉnh Lai Châu.
Từ năm 1997 – 2003: Phó Ban phong trào Hội Nông dân tỉnh Lai Châu.
Từ năm 2003 – 2008: Phó Chủ tịch Hội Nông dân tỉnh Điện Biên.
Từ năm 5/2008 – 2010: Phó Bí thư Huyện ủy Tủa Chùa khóa XV.
Từ 8/2010 – 2011: Bí thư Huyện ủy Tủa Chùa khóa XVI – Phó Ban KTNS Hội đồng nhân dân tỉnh
Từ 8/2011 – 2013: Bí thư Huyện ủy Tủa Chùa khóa XVI – Phó Ban KTNS Hội đồng nhân dân tỉnh, Chủ tịch Hội đồng nhân dân huyện Tủa Chùa.
Ngày 5/8/2013, theo Quyết định 1309/QĐ-TTg, Thủ tướng đã phê chuẩn việc bầu bổ sung chức vụ Phó Chủ tịch Ủy ban nhân dân tỉnh Điện Biên nhiệm kỳ 2011-2016 đối với Lò Văn Tiến.
Ngày 29/6/2016, tại kỳ họp thứ nhất Hội đồng nhân dân tỉnh Điện Biên khóa XIV nhiệm kỳ 2016-2021, Lò Văn Tiến được bầu giữ chức vụ Phó Chủ tịch UBND tỉnh nhiệm kỳ 2016-2021.